# 2013年广西桂林爆炸案
2013年9月9日上午7时10分左右广西壮族自治区桂林市灵川县八里街一学校附近发生爆炸，截止到9月9日17时，案件已造成2人死亡（1男1女），44人不同程度受伤（其中重伤11人），其中学生22人。有39人住院治疗。